# Insígnia de Destrucció de Tancs
La Insígnia de Destrucció de Tancs (alemany: Sonderabzeichen für das Niederkämpfen von Panzerkampfwagen durch Einzelkämpfer) era una condecoració distingida als membres de la Wehrmacht que havien destruït un tanc en combat. Va ser creada per Adolf Hitler el 9 de març de 1942, amb efectes retroactius del 22 de juny de 1941 (l'inici de l'operació Barbarroja).
Era concedida a tots aquells que destruïen un tanc o un vehicle cuirassat enemic mitjançant armes manuals, com granades, mines, Panzerfaust, càrregues explosives, etc.; els quals haguessin estat anteriorment condecorats amb la Insígnia de l'Assalt d'Infanteria o la Insígnia de l'Assalt General.
Es concedia una insígnia per cada tanc destruït. El 18 de desembre de 1943 s'autoritzà una versió en daurat, que significava la destrucció de 5 tancs (així doncs, per exemple, la destrucció de 6 tancs s'indicava mitjançant una daurada i una platejada).
Consistia en una banda de roba platejada amb dues franges horitzontals en negre, amb un Panzerkampfwagen IV platejat orientat cap a l'esquerra. Es lluïa a la part superior de la màniga dreta de l'uniforme.

## Receptors notables
| Nom                         | Tancs destruïts                | Notes |
| --------------------------- | ------------------------------ | --- |
| Kurt Knispel                | 168 + i uns 20 sense confirmar | |
| Günther Viezenz             | 21                             | |
| Adolf Peichl                | 11                             | |
| Friedrich Anding            | 11                             | 6 tancs i 5 vehicles cuirassats britànics, tots ells en un únic dia armat amb Panzerfaust També rebé la Creu de Cavaller de la Creu de Ferro per la seva acció. |
| Michael Pössinger           | 5                              | |
| Oskar Wolkerstorfer         | 4                              | |
| Franz Bäke                  | 3                              | |
| Ekkehard Kylling-Schmidt    | 3                              | |
| Urbano Gómez García         | 2                              | |
| Hans Dorr                   | 2                              | |
| Sylvester Stadler           | 2                              | |
| Günther-Eberhardt Wisliceny | 2                              | |
| Karl Auer                   | 1                              | |
| Ernst-Günther Baade         | 1                              | Durant la batalla de Montecassino |
| Rudolf Demme                | 1                              | |
| Heinz-Georg Lemm            | 1                              | |
| Werner Mummert              | 1                              | |
| Joachim Peiper              | 1                              | |
| Theodor Tolsdorff           | 1                              | |